# Верпенская Дева
Верпе́нская Де́ва (фр. La Vierge de Werpin) — статуя Лурдской Богоматери в деревне Верпен в бельгийской коммуне Отон.
Высота собственно статуи составляет 7 м, вместе с постаментом — 11,3 м, из-за чего Верпенская Дева выглядит несколько внушительно для небольшого поселения, в котором она находится. Идея возведения статуи Девы Марии была предложена священником Рене Жаню (René Janus), как отмечается, после пережитой жителями Верпена эпидемии. Скульпторы — Луи Ойю (Louis Hoyoux) и Огюст Фабер (Auguste Fabert), оба уроженцы Отона. Руководил работами сам Жаню. Возведение происходило благодаря пожертвованиям верующих, и в 1931 году объект был завершён. Строительство гигантского монумента продолжалось в течение трёх месяцев, а на его открытии и благословении присутствовало не менее 3000 человек (по другим данным число паломников доходило до 8—10 тысяч).
Местные жители утверждают, что Верпенская Дева уберегла их деревню и их самих от миномётного обстрела со стороны фашистских войск, а также помогла благополучно вернуть всех верпенских военнопленных в их семьи: об этом свидетельствует памятная доска у алтаря у подножия монумента.
Ежегодное паломничество к Верпенской Деве совершается 15 августа, во второй половине дня.